# Малий Габер
Малий Габер (мак. Мал Габер) — село у Північній Македонії, яке входить до общини Карбинці, що в Східному регіоні країни.
Населення наразі пустує. Село розкинулося в низинній місцевості (середні висоти — 618 метрів), яку македонці називають Овче поле.